# Lijst van universiteiten in Palestina
Dit is een lijst van universiteiten in Palestina.

## Westelijke Jordaanoever
- Nationale universiteit An-Najah, Nablus
- Universiteit van Bir Zeit, Bir Zeit
- Arabisch-Amerikaanse Universiteit van Jenin, Zababdeh (Jenin)
- Universiteit van Hebron, Hebron